# Paul Kanis
Paul Kanis (* 22. Januar 1899 in Plauen; † 21. Juli 1978 in Menton) war ein deutscher Maschinenbauingenieur und Unternehmer.

## Leben
Kanis machte sein Abitur am Gymnasium in Plauen und studierte ab 1919 Maschinenbau an der Technischen Hochschule Dresden, wo er Mitglied des Corps Franconia wurde. Nach Abschluss seines Studiums gründete er 1924 gemeinsam mit Herbert Brückner die Turbinenfabrik Brückner, Kanis & Co. in Dresden, die sich binnen weniger Jahre zu einem angesehenen Unternehmen entwickelte. 1926 lieferte sie vier moderne Antriebsturbinen von Kesselspeisepumpen für zwei Großkraftwerke der Aktiengesellschaft Sächsische Werke. Wenig später erhielt sie den Auftrag für sämtliche acht Antriebsturbinen der Kesselspeisepumpen des Schnelldampfers Bremen des Norddeutschen Lloyd.
Ein Vertrag mit der Julius Pintsch AG in Berlin über Lokomotivbeleuchtungsmaschinen sicherte dem Unternehmen 1931 einen regelmäßigen Absatz von Kleinturbinen. Ab 1933 folgte ein rascher Aufstieg, unter anderem durch Aufträge aus der Rüstungsindustrie, etwa mit der Entwicklung von Antriebsturbinen für Schiffshilfsmaschinen und Hochdruck-Heißdampf-Antriebsanlagen für die Kriegsmarine. 1934 erhielt Brückner, Kanis & Co. einen ersten Auftrag zur Lieferung einer größeren Anzahl von Schiffshilfsmaschinen von den Deutschen Werken in Kiel. Kunden waren in dieser Zeit neben Marine und Luftwaffe die deutschen Werften, die Deutsche Reichsbahn, verschiedene Elektrizitäts-Versorgungsbetriebe, Unternehmen aus dem Bereich Bergbau und Eisenhüttenwesen sowie chemische und andere Fabriken. Ende August 1944 nahm der Leiter der Entwicklungsabteilung von Brückner, Kanis & Co., Rudolph Friedrich, auch an der geheimen Entwicklungstagung der Kraftfahrtechnischen Lehranstalt der Waffen-SS (KTL) Wien in St. Aegyd am Neuwalde teil. Ziel der Tagung war die Entwicklung eines Gas-Dampf-Triebwerks als Antrieb für Panzer. Der Prototyp des Triebwerks sollte auf der reichseigenen Hochdruckfeldprüfanlage bei Brückner, Kanis & Co. in Dresden getestet werden. Leiter der Hochdruckfeldprüfanlage war Carlotto Martin, einer der letzten Doktoranden des Maschinenbau-Hochschullehrers Enno Heidebroek an der Technischen Hochschule Dresden.
Nach dem Ausscheiden von Herbert Brückner 1937 war Paul Kanis alleiniger Inhaber des Unternehmens. 1945 wurden die Fabrikanlagen durch die sowjetische Besatzungsmacht demontiert, das Unternehmen enteignet und als VEB Turbinenfabrik Dresden in Volkseigentum überführt. Im Februar 1947 siedelte Kanis mit einigen seiner engsten Mitarbeiter nach Westdeutschland über und führte Konstruktionsarbeiten für die britische Militärregierung aus. Die Turbinenfertigung erfolgte in Zusammenarbeit mit der Howaldt-Werft in Hamburg. 1951 kaufte Kanis ein eigenes Fabrikgelände in Nürnberg und verlegte die Produktion dorthin. 1965 zog er sich ins Privatleben zurück. Das Turbinenwerk wurde als AEG-Kanis Turbinenfabrik GmbH Teil des AEG-Konzerns.